# Diavoli Vicenza 2018-2019
Questa pagina raccoglie i dati riguardanti i Diavoli Vicenza nelle competizioni ufficiali della stagione 2018-2019.

## Stagione
I Diavoli iniziano gli allenamenti il 20 agosto 2018.

## Organigramma societario
Dal sito internet ufficiale della società.
Area direttiva
- Presidente: Daniela Repele
- Presidente Onorario: Cav. Lino Dori
- Vice Presidente: Pietro Betello
- Responsabile Amministrativo: Claudio Roncaccioli

Area comunicazione
- Addetto stampa: Sabrina Nicoli

Serie A1
- Allenatore: Angelo Roffo

Serie B
- Responsabile serie B: Pietro Betello
- Allenatore: Mattia Betello

Settore Giovanile
- Responsabile settore giovanile:
- Allenatore: Fabrizio Maran

## Serie A1
| Acquisti e prestiti | Acquisti e prestiti | Acquisti e prestiti   |
| Ruolo               | Nome                | da                    |
| ------------------- | ------------------- | --------------------- |
| A                   | Andrea Delfino      | Hockey Club Milano 24 |
| D                   | Fabio Testa         | -                     |

| Cessioni e prestiti | Cessioni e prestiti | Cessioni e prestiti | Cessioni e prestiti |
| Ruolo               | Nome                | a                   |                     |
| ------------------- | ------------------- | ------------------- | ------------------- |
| A                   | Neij Sotlar         |                     |                     |

## Rosa
| #  | Ruolo      | Naz.                | Nome e Cognome      |
| -- | ---------- | ------------------- | ------------------- |
| 1  | Portiere   | Italia (bandiera)   | Gabriele Piantoni   |
| 37 | Portiere   | Italia (bandiera)   | Andrea Alberti      |
| 39 | Portiere   | Italia (bandiera)   | Michele Frigo       |
| 8  | Difensore  | Slovenia (bandiera) | Anze Loncar         |
| 16 | Difensore  | Italia (bandiera)   | Fabrizio Maran      |
| 17 | Difensore  | Italia (bandiera)   | Andrea Ustignani    |
| 51 | Difensore  | Italia (bandiera)   | Matteo Rossetto     |
| 80 | Difensore  | Italia (bandiera)   | Michael Corradin    |
| 81 | Difensore  | Slovenia (bandiera) | Rok Simsic          |
| 88 | Difensore  | Italia (bandiera)   | Fabio Testa         |
| 96 | Difensore  | Italia (bandiera)   | Luca Tagliaro       |
| 9  | Attaccante | Italia (bandiera)   | Andrea Delfino      |
| 10 | Attaccante | Italia (bandiera)   | Claudio Tabanelli   |
| 11 | Attaccante | Italia (bandiera)   | Filippo Pozzan      |
| 21 | Attaccante | Slovenia (bandiera) | Simon Zerdin        |
| 23 | Attaccante | Italia (bandiera)   | Luca Roffo Capitano |
| 58 | Attaccante | Italia (bandiera)   | Nicola Frigo        |

### Coppa Italia

#### Fase 3
| Arbitro: | Lottaroli, Marri |

| |           |  |
| 23.02 Ustignani A. 10.46 Ustignani A. 9.25 Delfino A. 7.45 Zerdin S. 6.34 Rossetto M. 4.14 Corradin M. 0.40 Delfino A. 20.29 Delfino A. 14.12 Delfino A. 10.52 Loncar A. 8.14 Delfino A. 6.32 Rossetto M. 3.45 Delfino A. 0.42 Delfino A. | Marcatori |  |

#### Fase 4
| Arbitro: | Zoppelletto, Pioldi |

|  |           | |
|  | Marcatori | 22.23 Ustignani A. 16.25 Zerdin S. 8.51 Delfino A. 2.33 Rossetto M. 1.50 Ustignani A. 0.41 Loncar A. 21.11 Zerdin S. 19.54 Rossetto M. 18.15 Roffo L. 12.10 Delfino A. 10.08 Roffo L. 9.42 Frigo N. 8.38 Delfino A. 5.10 Roffo L. 2.15 Delfino A. 0.08 Zerdin S. |

#### Superfinal gruppo B
| Arbitro: | Mancina, Ferrini |

|                                                   |           |                |
| 17.48 Munari N. 7.44 Belcastro B. 6.33 Bellini A. | Marcatori | 0.01 Zerdin S. |

| Arbitro: | Fiabane, Mancina |

| |           |                |
| 13.13 Delfino A. 7.05 Simsic R. 14.36 Loncar A. 7.51 Zerdin S. 7.18 Rossetto M. 3.18 Frigo N. 2.55 Roffo L. | Marcatori | 1.09 Ottino T. |

#### Semifinale
| Arbitro: | Grandini, Mancina |

|                                                   |           |                                                                           |
| 8.32 Pertile S. 18.50 Rodeghiero D. 11.59 Basso S | Marcatori | 19.45 Delfino A. 13.59 Zerdin S. 6.35 Loncar A. rigore decisivo Zerdin S. |

#### Finale
| Arbitro: | Fiabane, Mancina |

|                                                 |           |                   |
| 19.00 Simsic R. 15.00 Simsic R. 0.23 Delfino A. | Marcatori | 21.00 Barsanti A. |